# Grabovnica (Croatie)
Pour les articles homonymes, voir Grabovnica.
Grabovnica est un village croate situé dans la municipalité de Čazma, dans le comitat de Bjelovar-Bilogora. Il est relié à la route D26. 